# Army (Ellie Goulding)
"Army" is een single van de Britse zangeres Ellie Goulding van haar derde studioalbum Delirium, dat in 2015 uitkwam. De single kwam uit op 9 januari 2016 als de tweede single van het album. Het is geschreven door Goulding, Max Martin, Savan Kotecha en Ali Payami.

## Videoclip
De bijhorende videoclip kwam uit op 14 januari 2016 en is geregisseerd door Conor McDonnell. De videoclip is opgenomen in zwart en wit.

## Tracklijst
| Nr. | Titel                                      | Duur |
| --- | ------------------------------------------ | ---- |
| 1.  | Army (Orchestral Abbey Road optreden/live) | 4:12 |
| 2.  | Army (Danny Dove remix)                    | 3:13 |
| 3.  | Army (Mike Mago remix)                     | 3:18 |

## Releasedata
| Land                               | Releasedatum    | Formaat                                               | Label   |
| ---------------------------------- | --------------- | ----------------------------------------------------- | ------- |
| Wereldwijd                         | 30 oktober 2015 | Muziekdownload (via pre-order van het album Delirium) | Polydor |
| Verenigd Koninkrijk                | 9 januari 2016  | Radio                                                 | Polydor |
| Italië                             | 15 januari 2016 | Radio                                                 | Polydor |
| Wereldwijd (behalve Noord-Amerika) | 29 januari 2016 | Digital EP                                            | Polydor |